# Черненко, Антон Григорьевич
Антон Григорьевич Черненко — советский хозяйственный и государственный деятель, Герой Социалистического Труда.

## Биография
Родился в 1929 году в селе Срибное Сталинского округа Украинской ССР. Член КПСС.
В 1945—1947 — слесарь вагонного депо Донецкой железной дороги.
В 1947—1950 — рабочий колхоза имени Молотова Красноармейского района Сталинской области Украинской ССР.
В 1950—1953 — военнослужащий Советской Армии.
В 1953—1984 — механизатор колхоза имени Горького Красноармейского района Донецкой области Украинской ССР.
Указом Президиума Верховного Совета СССР от 8 декабря 1973 года присвоено звание Героя Социалистического Труда с вручением ордена Ленина и золотой медали «Серп и Молот».
Делегат XXVI съезда КПСС.
Умер в 1984 году в селе Срибное Красноармейского района Донецкой области.

## Награды и звания
- Герой Социалистического Труда (08.12.1973)
- Орден Ленина (08.04.1971; 08.12.1973)
- Орден Трудового Красного Знамени (15.12.1972)